# Ulysse (bande dessinée)
Ulysse est une bande dessinée de science-fiction des Français Jacques Lob (scénario) et George Pichard (dessin) publiée entre 1968 et 1974 dans divers périodiques et recueillie en album par Dargaud en 1974 et 1975. Adaptation libre de l’Odyssée, c'est selon Patrick Gaumer le « chef-d'œuvre » de ses deux auteurs.